# Agamé
Agamé ist ein Arrondissement im Departement Mono in Benin. Es ist eine Verwaltungseinheit, die der Gerichtsbarkeit der Kommune Lokossa untersteht. Gemäß der Volkszählung von 2013 hatte Agamé 17.734 Einwohner, davon waren 8724 männlich und 9010 weiblich.
Durch Agamé verläuft die Nationalstraße RN2, die nordwärts nach Dogbo-Tota führt und südwärts nach Lokossa.